# Hügel-Knabenkraut
Das Hügel-Knabenkraut (Anacamptis collina) ist eine Pflanzenart aus der Gattung Hundswurzen (Anacamptis) in der Familie der Orchideen (Orchidaceae).

## Beschreibung

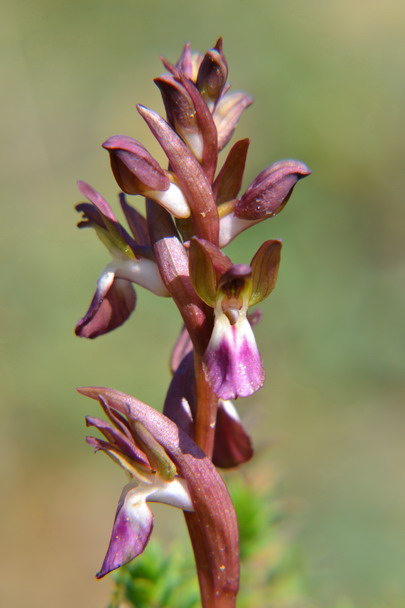
Blütenstand

Das Hügel-Knabenkraut ist ein ausdauernder Knollengeophyt. Es wird 10–40 Zentimeter hoch. Es besitzt 2–5 grundständige, breit lanzettliche, 3–12 Zentimeter lange und 1,5–3,5 Zentimeter breite, ungefleckte Blätter und 1–4 Stängelblätter. Die Blütentraube ist zylindrisch, 6–15 Zentimeter lang und locker mit 4 bis 20 Blüten besetzt. Die Tragblätter sind 18–25 Millimeter lang und 4–6 Millimeter breit, sie sind breit-lanzettlich, schmutzig rotbraun und dem gedrehten Fruchtknoten anliegend. Die äußeren seitlichen Blütenhüllblätter sind 9–12 Millimeter lang und 3–4 Millimeter breit, schief eiförmig, fast senkrecht, nach außen gedreht, olivfarben, braunrot überlaufen. Die Lippe ist elliptisch, 9–12 Millimeter lang und 8–11 Millimeter breit, ungeteilt, ganzrandig, am Rande gekerbt, an den Rändern rückwärts gebogen, dunkelgrün bis rotbraun, im Zentrum hell und ohne Flecken. Der Sporn ist 5–7 Millimeter lang, 3,5–5 Millimeter breit, kegelförmig und stumpf, abwärts gerichtet und etwa halb so lang wie der Fruchtknoten.
Die Blütezeit ist Januar bis April.
Die Chromosomenzahl ist 2n = 36.

## Verbreitung
Das Hügel-Knabenkraut kommt vom Mittelmeergebiet bis ins südliche Turkmenistan vor. Es gedeiht in Grasfluren, in küstennaher Phrygana und Garigue und in lichten Wäldern. Es gedeiht auf kalkreichen Böden in Höhenlagen zwischen 0 und 2200 Metern Meereshöhe.

## Taxonomie
Das Hügel-Knabenkraut wurde 1794 von Sir Joseph Banks und Daniel Solander als Orchis collina Banks & Sol. benannt und bei A.Russell: Natural History of Aleppo, ed. 2, Band 2, Seite 264 erstbeschrieben. Die Art wurde von R.M.Bateman, Pridgeon & M.W.Chase in Lindleyana 12: 120,(1997) als Anacamptis collina (Banks & Sol. ex Russell) R.M.Bateman, Pridgeon & M.W.Chase in die Gattung Anacamptis gestellt. Synonyme der Art sind Orchis saccata Ten. und Orchis sparsiflora Spruner ex Rchb.f.